# 악몽 (2020년 영화)
"악몽"은 2020년에 개봉한 대한민국의 영화이다.

## 캐스팅
- 오지호 : 이연우 역
- 차지헌 : 수 역
- 지성원 : 지연 역
- 신린아 : 이예림 역
- 한정수 : 선배 역
- 오광록 : 대표 역
- 장효진 : 악몽 남자 배우 역
- 대니 애런즈 : 브라이언 역
- 한철우 : 조감독 역
- 주영호 : 촬영감독 역
- 황미영 : 미술감독 역
- 김윤영 : 담임선생님 역
- 이동희 : 편집기사 역
- 문종일 : 의사 역
- 김선영 : 인물 조감독 역
- 이우성 : 연출부 막내 역
- 김보라 : 스크립터 역
- 김춘심 : 붐맨 역
- 정은지 : 미술팀장 역
- 김은주 : 분장팀장 역
- 안민희 : 의상팀장 역
- 안준홍 : 제작실장 역
- 봉신주 : 그립팀장 역
- 김진홍 : 제작부장 역
- 노영주 : 촬영팀 역
- 박세원 : 조명팀 역
- 김성우 : 제작팀 역
- 하시연 : 오디션배우 1 역
- 송솔이 : 오디션배우 2 역
- 송은율 : 오디션배우 3 역
- 임소미 : 오디션배우 4 / 수 대역
- 박예원 : 예림 착각 아이 역
- 권가이 : 마트여자 역
- 신채윤 : 예림 실제 어머니 역
- 공유림 : 극장 나가는 녀 역
- 정택호 : 연우 무술 대역 역
- 조이 : 원어민선생님 1 역
- 잘라 : 원어민선생님 2 역
- 마리나 : 원어민선생님 3 역
- 데이빗 : 원어민선생님 4 역
- 마리 : 원어민선생님 5 역
- DJ BLESSING : 클럽디제이 역
- 므네린 : 클럽 술 권하는 여자 역
- 윤지원 : 클럽남 1 역
- 김양원 : 클럽남 2 역
- 윤태휘 : 클럽남 3 역
- 김도진 : 클럽남 4 역
- 유현 : 클럽남 5 역
- 은서 : 클럽녀 1 역
- 애라 : 클럽녀 2 역
- 하경 : 클럽녀 3 역
- 지연 : 클럽녀 4 역
- 이복원 : 클럽기도 역
- 아이락 킴 : 타투클러버 1 역
- 박대찬 : 타투클러버 2 역
- 김주휘 : 타투글러버 3 역
- 황재하 : 타투클러버 4 역
- 앰버양 : 타투클러버 5 역
- 아바 : 타투클러버 6 역
- 이혜인 : 타투클러버 7 역
- 엘리자베스 : 봉춤 외국인 1 역
- 알렉산더 : 봉춤 외국인 2 역
- 야나 : 봉춤 외국인 3 역
- 유재상 : 오열남 역
- 김인숙 : 오열녀 역
- 박경현 : 대표 어머니 역
- 이정동 : 구급차 기사 역
- 김정훈 : 입술모델 역

## 같이 보기
- 2020년 대한민국의 영화 목록